# Callispa limbifera
Callispa limbifera es un coleóptero de la familia Chrysomelidae.
Fue descrita científicamente por primera vez en 1961 por Yu & Kang.